# Joanne Quay
Pour les articles homonymes, voir Quay.
Joanne Quay Swee Ling, née le 17 mars 1980, est une joueuse malaisienne de badminton.

## Carrière
Elle est médaillée de bronze en double dames avec Lim Pek Siah aux Championnats d'Asie de badminton 2006.